# 3492 Petra-Pepi
3492 Petra-Pepi este un asteroid din centura principală, descoperit pe 16 februarie 1985 de Marie Mahrová.